# Irish Independent
El Irish Independent es el periódico más vendido de Irlanda, con 580.000 lectores. Fue fundado en 1905 por William Martin Murphy como sucesor directo del Daily Irish Independent. Su redactor es Gerry O'Regan. Es rival directo del periódico Irish Times.